# Kreuzkirche (Langerfeld)

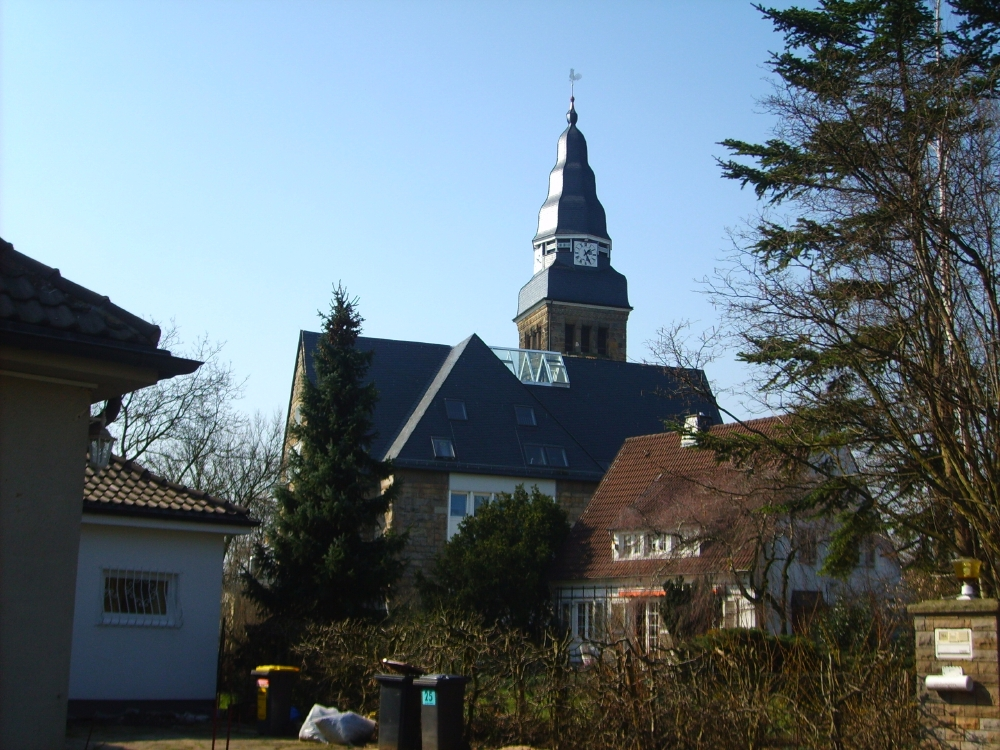
Die Kreuzkirche von Osten

Die Kreuzkirche ist eine ehemalige evangelische Kirche im Wuppertaler Ortsteil Langerfeld. Sie war bis 2001 neben der Alten Kirche Langerfeld und der Beckacker Kirche Predigtstätte der Evangelischen Kirchengemeinde Langerfeld und beherbergt heute Sozialwohnungen.

## Geschichte

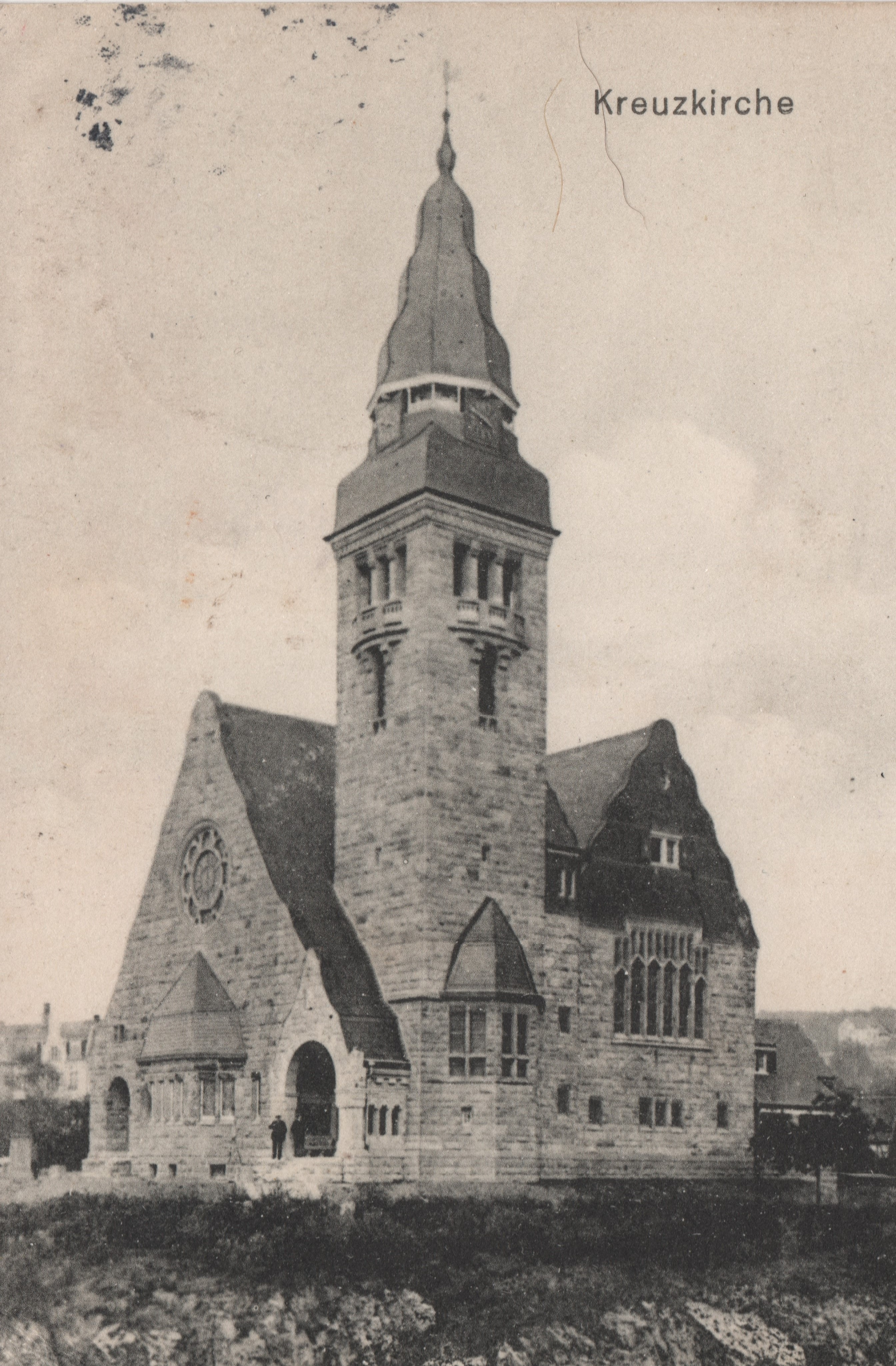
Die Kirche kurz nach ihrer Fertigstellung, ca. 1911

Die bis 1922 eigenständige Landgemeinde Langerfeld war seit dem Bevölkerungsanstieg im 18. Jahrhundert deutlich durch die lutherische Bevölkerungsmehrheit geprägt. Das Gebiet um die heutige Kreuzkirche bildete ursprünglich das locker besiedelte Grenzgebiet zwischen Langerfeld und der Stadt Barmen, eine geschlossene Bebauung entwickelte sich erst Ende des 19. Jahrhunderts. Die immer größer werdende lutherische Kirchengemeinde benötigte daher ein neues, größeres Gotteshaus, da die alte Kirche am Langerfelder Markt nicht mehr ausreichte. Für den Standort direkt östlich der Bahnstrecke Wuppertal-Oberbarmen–Opladen entschied man sich aufgrund des damals schon zu erwartenden Zusammenwachsens von Langerfeld und Barmen, da sich auch die nächsten lutherischen Gotteshäuser in Rittershausen erst in Wupperfeld (Alte Kirche Wupperfeld) und in Heckinghausen (Johanniskirche) befanden.
Baubeginn für die neue Kirche war im September 1909, eingeweiht wurde sie am 3. Oktober 1911. Errichtet wurde die Kirche nach Plänen von Arno Eugen Fritsche. Man nannte die neue Kirche Kreuzkirche, die bis dahin noch einfach „Langerfelder Kirche“ genannte Kirche am Markt heißt seitdem bis heute Alte Kirche. Mit Eröffnung der Kreuzkirche und dem neuen Gemeindehaus am Leibusch wurde ein neuer Pfarrbezirk Kreuzkirche eingerichtet, ab Mitte der 1930er-Jahre war aufgrund stark ansteigender Mitgliederzahlen auch eine Abspaltung der Gemeinde und Loslösung als Kirchengemeinde Langerfeld-West im Gespräch. Die folgenden Kriegsjahre verhinderten allerdings eine Verwirklichung dieser Pläne.
Im Zweiten Weltkrieg wurde die Kirche, welche mit ihrem markanten Turm und ihrer Lage auf einer Anhöhe eine weithin sichtbare Landmarke darstellt, am 13. März 1945 mehrfach getroffen und schwer beschädigt, insbesondere die ursprünglich prächtige Innenausstattung brannte fast vollständig aus. Die Gemeinde wich in den Folgejahren zum großen Teil in die Alte Kirche aus, welche kaum Beschädigungen aufwies. Die Gläubigen im Westteil der Gemeinde hingegen besuchten die Gottesdienste in der ebenfalls vollkommen unbeschädigten Auferstehungskirche am Norrenberg. Der veränderte Wiederaufbau der Kirche begann 1952 und zog sich über viele Jahre hin, mehrfach ging der nun deutlich kleineren Langerfelder Gemeinde das Geld aus. Erst ein zinsloses Darlehen des Kirchenkreises Barmen 1964 ermöglichte die Wiedereinweihung der Kreuzkirche im Juni 1966. 1983 wurde der Zuschnitt der Gemeinden geringfügig verändert, zum Bezirk Kreuzkirche kam nun der Ostteil der Reformierten Kirchengemeinde Heckinghausen, die Lutherische Gemeinde nannte sich nun Evangelische Kirchengemeinde Langerfeld.
Um die Jahrtausendwende wurde die Kreuzkirche als Gottesdienststätte überflüssig, bereits nach dem Wiederaufbau konnte die Gemeinde nicht an die Mitgliederzahlen und Besucherzahlen der Gottesdienste aus der Vorkriegszeit anknüpfen. 2001 fand der letzte Gottesdienst in der Kreuzkirche statt.

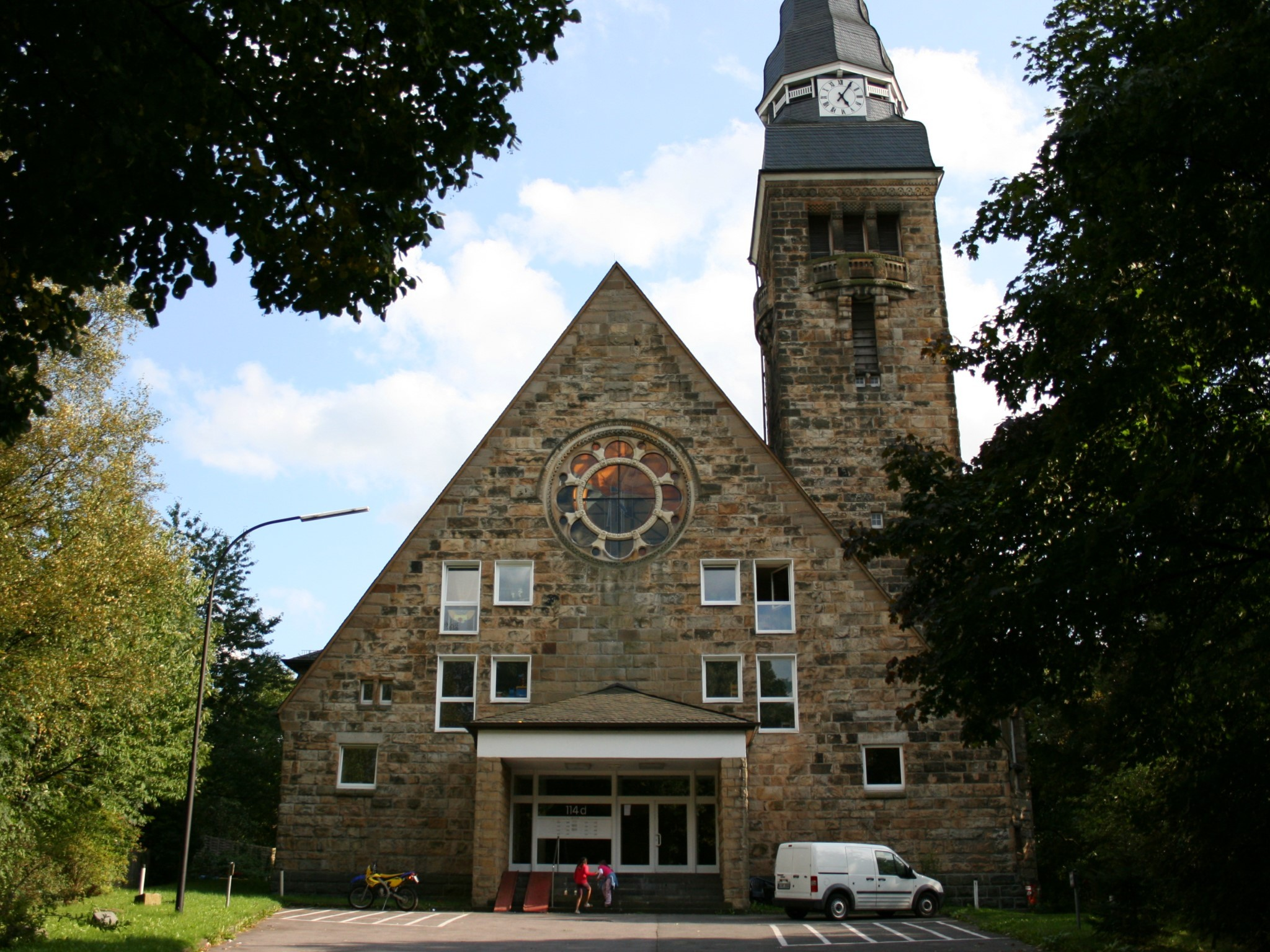
Fassade von Norden

2003 wurde die bis dahin leerstehende Kirche von der Gesa Stiftung unter Regie der Diakonie Wuppertal gekauft und grundlegend umgebaut: In den Kirchenraum wurden mehrere Wände und Zwischendecken eingezogen, es entstanden 15 Sozialwohnungen. Anfangs waren diese alleinerziehenden Müttern und Vätern vorbehalten, heute werden sie auch an andere Bedürftige vermietet. Gleichzeitig entstand ein Beratungs- und Multifunktionsraum im Erdgeschoss.

## Baubeschreibung
Die Kirche befindet sich an der Hauptstraße von Barmen nach Langerfeld auf einer Anhöhe, nur wenige Meter vom Einschnitt des angrenzenden Rauenthaler Tunnels entfernt. Sie bedient sich in ihrer Ausführung als Hallenkirche mehreren architektonischen Formensprachen, so finden sich neben dem Bergischen Heimatstil und der Neoromanik in der geschwungenen Turmhaube auch Elemente des Neobarock, insgesamt lässt sich die Kirche keinem eindeutigen Stil zuordnen. Die Denkmalbeschreibung der Stadt Wuppertal hebt die stilistische Verwandtschaft mit der 15 Jahre später errichteten, ebenfalls nach Plänen von Arno Eugen Fritsche ausgeführten Sonnborner Hauptkirche vor. Das nach Süden ausgerichtete Kirchenschiff ist 30 Meter lang, 20 Meter breit und wird von einem tief nach unten gezogenen Satteldach bedeckt. Nach Süden schließt die Kirche mit einem rechteckigen Chor ab, welcher an der Westseite auf knapp zehn Metern Breite um die Südwestecke läuft. Die Nordseite der Kirche wird geprägt durch die schlicht ausgeführte Fensterrosette im Giebel, auch der Eingangsbereich befindet sich an der Nordseite. Der Kirchturm der Kreuzkirche ist an der Nordwestecke seitlich dem Dach aufgesetzt, an dessen Westseite befindet sich ein abgerundeter Treppenhausanbau. Der Turm ist auf Höhe der Schallluken des Glockenstuhls mit vier steinernen Balkonen besetzt; bekrönt wird der Turm von einer mehrfach gewölbten, achteckigen und schiefergedeckten Haube mit vier Turmuhren.

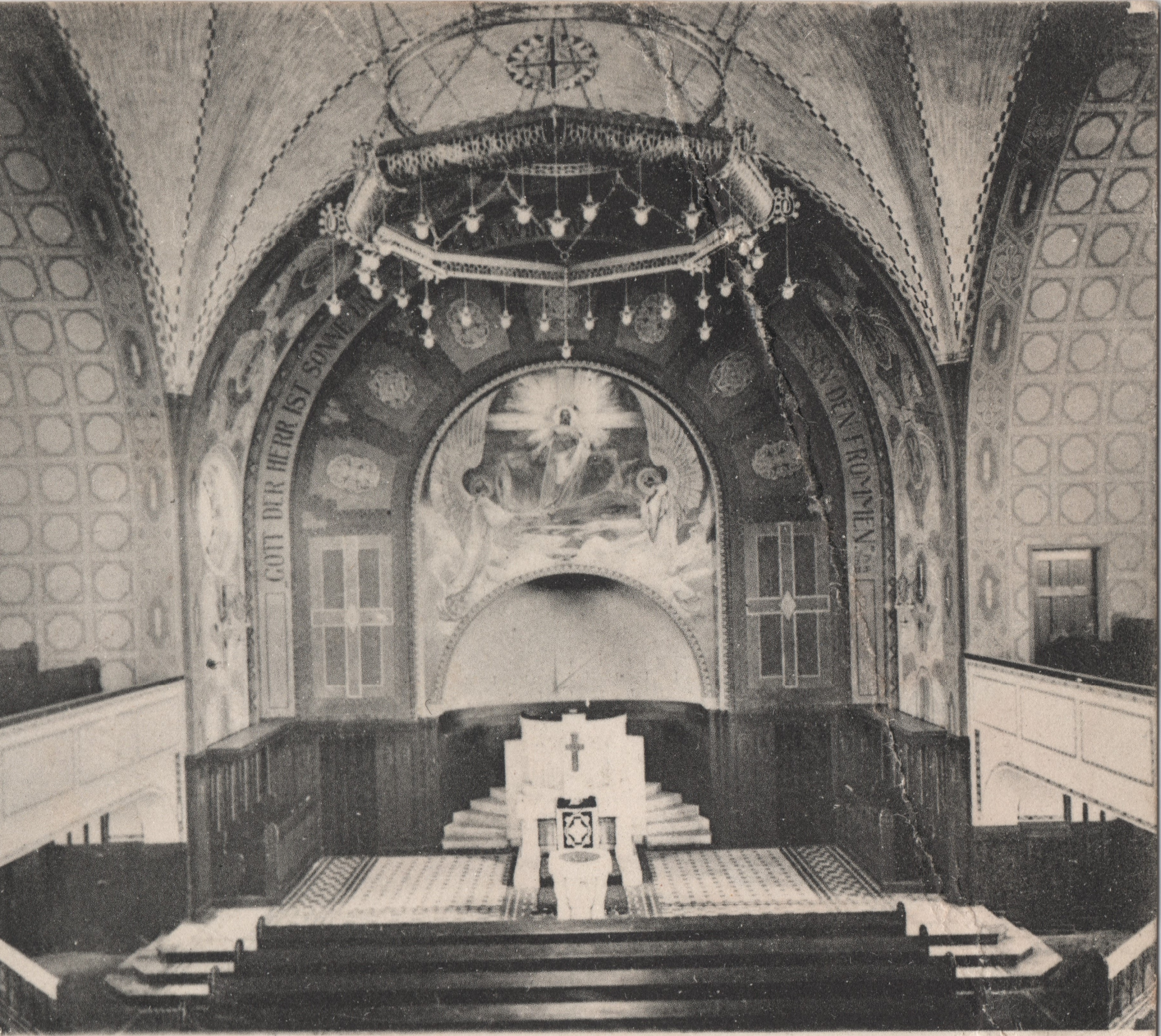
Innenansicht mit Blick zum Altar, vor der Zerstörung 1945

Zwei Emporen, davon eine an drei Seiten umlaufend, und mehrere zu drei Seiten angeordnete Kirchenbänke boten ursprünglich 1000 Menschen Platz. Der Altarbereich war das Zitat „Gott der Herr ist Sonne und Schild; der Herr gibt Gnade und Ehre; er wird kein Gutes mangeln lassen den Frommen“ aus Psalm 84,11 (Lutherbibel 1912) auf dem Chorbogen umlaufend aufgemalt. Im Krieg ging die Ausstattung fast komplett verloren; man zog danach in den Innenraum eine Zwischendecke ein, im Untergeschoss entstanden Räume für die Gemeindearbeit. Der neue Kirchsaal präsentierte sich schlicht und bis auf die Nordseite fast komplett fensterlos, er besaß nur noch einzelne Stühle als Bestuhlung.

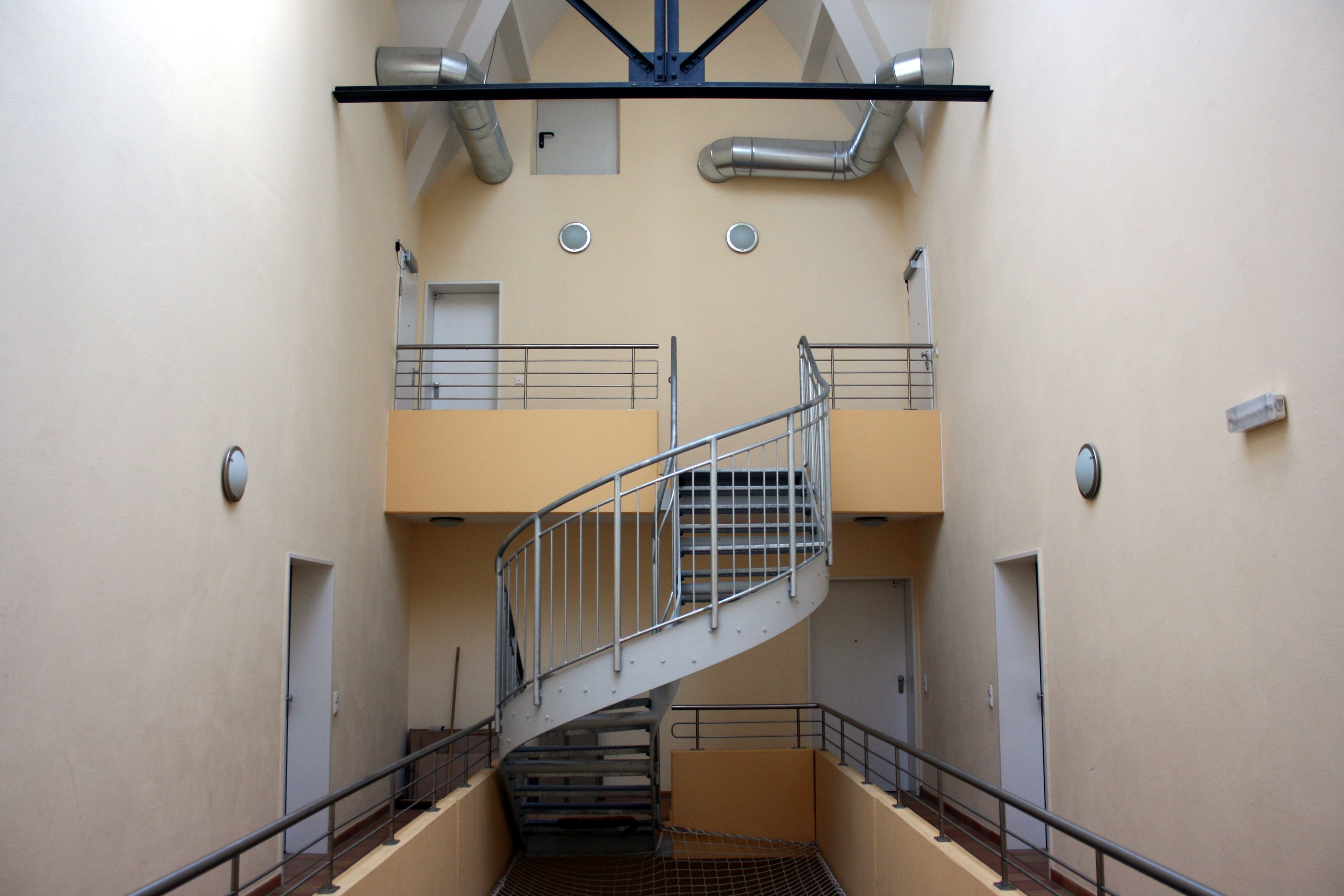
Heutiges Erscheinungsbild der Kreuzkirche im Innenraum

Mit Umbau der Kirche zum Wohnhaus 2003 wurden eine weitere Zwischendecke und mehrere Zwischenwände eingezogen. Das Treppenhaus befindet sich in der Mitte des Gebäudes, an den Süd-, West- und Ostseiten wurden Wohnungen eingebaut. Die Fensterrosette an der Nordseite blieb dabei frei und lässt Licht ins Treppenhaus durch. Im Untergeschoss befinden sich zudem seit dem Umbau Räume der Diakonie.

## Orgel
Bei ihrer Eröffnung besaß die Kreuzkirche ursprünglich eine pneumatische Orgel von Paul Faust aus Barmen mit zwanzig Registern auf zwei Manualen und Pedal. Ob dieses Instrument im Laufe der Zeit umgebaut wurde, ist nicht bekannt; zerstört wurde es mitsamt der gesamten Innenausstattung 1945.
Anlässlich der Wiedereröffnung der Kirche wurde für 8000 Mark eine neue Orgel gebraucht erworben. Sie war von Walcker für die St.-Thomas-Kirche in Berlin-Kreuzberg gebaut und von jener Gemeinde an die Wuppertaler Kreuzkirche verkauft. Saniert und in der Kreuzkirche aufgestellt wurde das Instrument von Rudolf von Beckerath Orgelbau, eingeweiht wurde es zum 1. Advent 1970. Die Orgel besaß acht Register auf zwei Manualen mit Pedal, die Trakturen waren mechanisch.
| I Hauptwerk C–g3 |    |
| Rohrflöte        | 8′ |
| Prinzipal        | 4′ |
| Mixtur III       |    |

| II Schwellwerk C–g3 |       |
| Gedackt             | 8′    |
| Nachthorn           | 4′    |
| Schwiegel           | 2′    |
| Larigot             | 1 ⁄3′ |

| Pedal C–f1 |     |
| Subbaß     | 16′ |

- Koppeln: II/I, I/P, II/P

Diese Orgel wurde in den 1990er Jahren ersetzt durch eine 1982 erbaute frühere Hausorgel der Werkstatt Hugo Mayer mit 15 Registern auf 2 Manualwerken plus Koppelmanual und Pedal. Das Instrument wurde 2002 an die Methodistische Bethesda-Kirche in Wuppertal-Elberfeld verkauft.
| I Koppelmanual C–a3 |

| II Hauptwerk C–a3 |    |
| Rohrflöte         | 8′ |
| Prinzipal         | 4′ |
| Waldflöte         | 2′ |
| Mixtur IV         |    |
| Trompete          | 8′ |

| III Schwellwerk C–a3 |        |
| Gedackt              | 8′     |
| Blockflöte           | 4′     |
| Quinte               | 2 ⁄3′  |
| Oktave               | 2′     |
| Terz                 | 1 3⁄5′ |
| Cymbel II            |        |
| Dulzian              | 8′     |
| Tremulant            |        |

| Pedal C–f1 |     |
| Subbaß     | 16′ |
| Offenbass  | 8′  |
| Choralbass | 4′  |

- Koppeln: II/P, III/P

## Denkmalschutz
Aus städtebaulichen, wissenschaftlichen und stadthistorischen Gründen steht die ehemalige Kreuzkirche seit dem 22. Februar 1994 unter Denkmalschutz. Die Unterschutzstellung der umgebauten Kirche bezieht sich auf das Gebäudeäußere.